# Тургиново (село)
Турги́ново — село в Калининском районе Тверской области России, административный центр Тургиновского сельского поселения.

## География
Село расположено в 45 километрах южнее города Твери, на левом берегу реки Шоши, впадающей в Иваньковское водохранилище на Волге.
Находится на границе режимной зоны заповедника Завидово.

## Административно-территориальное деление
- 1540 — Тверской уезд, волость Захожье, село Тургиново — впервые упоминается в писцовой книге. Вотчина князя Семёна Ивановича Глинского.[3][4]
- 1627 — Тверской уезд, Захожский стан, село Тургиново — вотчина боярина Ивана Никитича Романова (1560-е — 1640) — дядя первого царя из Романовых Михаила Федоровича.[5]
- 1682 -Тверской уезд, Захожский стан, село Тургиново. Накануне смерти царь Фёдор III Алексеевич (1676—1682) пожаловал село Тургиново своей теще вдове Домне Богдановне и её детям стольникам Петру, Федору и Андрею Матвеевичам Апраксиным.[6]
- 1710 — Санкт-Петербургская губерния, Тверская провинция, Захожский стан, село Тургиново — вотчина ближнего стольника Андрея Матвеевича Апраксина (1667—1732).[7]
- 1727 — Новгородская губерния, Тверская провинция, Захожский стан, село Тургиново — вотчина ближнего стольника Андрея Матвеевича Апраксина (1667—1732).[8]
- 1734 — Новгородская губерния, Тверская провинция, Захожский стан, село Тургиново — вотчина графа Федора Андреевича (1703—1754) сына Андрея Матвеевича Апраксина (1667—1732).[9]
- 1755 -Новгородская губерния, Тверская провинция, Захожский стан, село Тургиново — вотчина за графами Михаилом (р. около 1731) и Матвеем (1744—1803) детьми Федора Андреевича Апраксина (1703—1754).[10][11]
- 1766 -Новгородская губерния, Тверская провинция, Захожский стан, село Тургиново — вотчина майора Василия Николаевича Самарина (1740—1811).[11]
- 1775 — Тверское наместничество, Тверской уезд, Захожский стан, село Тургиново — вотчина майора Василия Николаевича Самарина (1740—1811).[11]
- 1796 — Тверская губерния, Тверской уезд, Тургиновская волость, село Тургиново — вотчина майора Василия Николаевича Самарина (1740—1811).[12]
- 1811 — Тверская губерния, Тверской уезд, Тургиновская волость, село Тургиново — вотчина лейб — гвардии Измайловского полка поручика кавалера Федора Васильевича (1784—1853) сына Василия Николаевича Самарина.[13]
- 1813 -Тверская губерния, Тверской уезд, Тургиновская волость, село Тургиново — вотчина госпожи тайной советницы Натальи Васильевны Неплюевой (1777—1836) дочь сенатора Василия Николаевича Самарина (1741—1811) и жена тайного советника Ивана Николаевича Неплюева (1752—1823).[14]
- 1832 -Тверская губерния, Тверской уезд, Тургиновская волость, село Тургиново — вотчина полковника Киевского гусарского полка Ивана Ивановича Неплюева (1802—1858) сына Ивана Николаевича Неплюева (1752—1823) и правнука основателя Оренбурга адмирала И. И. Неплюева (1693—1773).[15]
- 1860 -Тверская губерния, Тверской уезд, Тургиновская волость, село Тургиново.[16]
- 1917 — РСФСР, Тверская губерния, Тверской уезд, Тургиновская волость, село Тургиново.[17]
- 1920 -РСФСР, Тверская губерния, Тверской уезд, Тургиновская волость, Тургиновский сельский совет, село Тургиново.[17]
- 1924 — РСФСР, Тверская губерния, Тверской уезд, Ильинская волость, Тургиновский сельский совет, село Тургиново.[17]
- 1929 — РСФСР, Московская область, Тверской округ, Тургиновский район, Тургиновский сельский совет, село Тургиново.[17]
- 1930 — РСФСР, Московская область, Тургиновский район, Тургиновский сельский совет, село Тургиново.[18]
- 1935 — РСФСР, Калининская область, Тургиновский район, Тургиновский сельсовет, с. Тургиново.[18]
- 1963 — РСФСР, Калининская область, Калининский район, Тургиновский сельский совет, с. Тургиново.
- 1990 — РСФСР, Тверская область, Калининский район, Тургиновский сельский совет, село Тургиново.
- 2005 — РСФСР, Тверская область, Калининский район, Тургиновское сельское поселение, село Тургиново.[19]
- 2023 -РСФСР, Тверская область, Калининский муниципальный округ, Тургиновское сельское поселение, село Тургиново.[20]

## История

### XVI—XIX века
Село впервые упоминается в писцовой книге 1540 года. 
Волость Захожье, а в ней великого государя села  деревни дворцовые, а розданы помещикам. За князем Семеном Ивановичем Глинским: с. Тургиново а в ней церковь Покров Св. Богородицы, дв. княж, во дв. поп, а крестьян 18 дворов....
В 1540 году к селу Тургиново относились деревни: Бородино (Бордино), Космино, Костьково, Новиково, Погорелое, Селина, Фомкино, Шемякино, Ямища и другие.
В первой половине XVII века вотчиной села Тургиново владел боярин Иван Никитич Романов по прозванию Каша, брат Патриарха Филарета и дядя первого царя из рода Романовых Михаила Федоровича.
После смерти не оставившего наследников Никиты Ивановича Романова в 1654 году село было передано в ведомство приказа Большого дворца. Накануне смерти юный царь Федор Алексеевич (1676—1682) пожаловал село Тургиново своей теще Домне Апраксиной и её детям. В XIX веке село перешло во владение Неплюевых, которые вели свой род от предка Романовых Андрея Кобылы.
По переписи 1710 года село значится во владении ближнего стольника Петра I Андрея Матвеевича Апраксина. На тот момент в селе числилось 162 двора.
Во второй половине XIX — начале XX века село центр волости и прихода Тверского уезда Тверской губернии.

   По статическим сведениям на 1886 год: 
В с. Тургиново два посада, 50 колодцев и 1 пруд; лежит при р. Шоше. Местность низменная, и половина пашни заливается весной Шошей, вода спадает быстро, что на пашне, а также на покосах илу остается не особенно много, и большая часть его уносится водой. При селе, в урочище Коровников, болото, которое пытались осушить, но не смогли. В 1,5 верстах лиственный лес. Почва - суглинок. До 15 домохозяев пашут плугами. В селе земская школа, сапожная, 2 шерстобойни, кузница, красильня, кирпичный завод, маслобойня и 2 постоялых двора. Особенно выдается Тургиново своей торговлей. Торговцы как свои, так и пришлые. В Тургиново есть ссудо-сберегательное товарищество с 1063 членами; оборот капитала за год 132,636 руб., прибыль - 6,937 руб. (на 1887 г.). 

### XX век
До революции 1917 года в селе работали кирпичный завод, маслобойное и красильное производства, земская школа, больница. Вокруг центральной площади у церкви размещались магазины, несколько мелочных лавок, два постоялых двора, склады сохранившиеся до наших дней. Выращивались лен, пшеница, рожь, картофель, овощи.
После коллективизации Тургиново становится центром колхоза имени С. М. Кирова. C 1929 по 1963 год село Тургиново центр Тургиновского района сначала Московской области, с 1935 года — Калининской области.

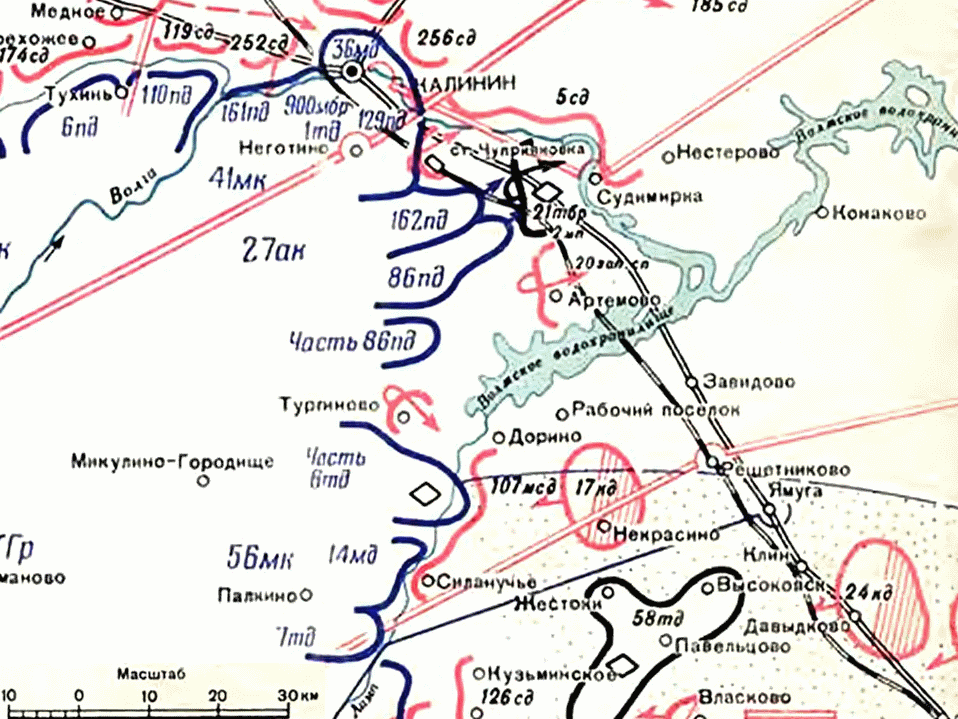
Оставление села Тургиново частями 107-й мотострелковой дивизии на фрагменте карты-схемы.

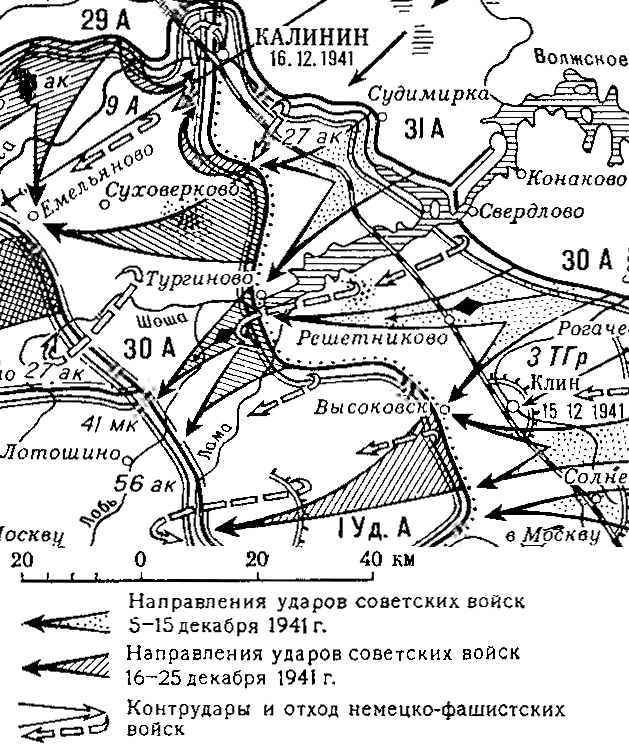
Освобождение села Тургиново частями 185-й стрелковой дивизии на фрагменте карты-схемы.

В годы Великой Отечественной войны край оказался в центре кровопролитных сражений за Москву. 14 ноября 1941 году ослабленные части прикрытия 107-й мотострелковой дивизии оставили рубеж обороны Тургиново — Большие Горки. 16 октября частями 21-й танковой бригады, проводившей рейд по тылам противника на Калинин, в селе был разгромлен расположившийся здесь немецкий гарнизон.
За полтора месяца оккупации в Тургиновском районе немцы сожгли девять деревень, 152 скотных двора, 27 школ, две больницы, расстреляли и повесили 76 мирных жителей, которые покоятся в братской могиле на центральной площади вместе с 276 солдатами, погибшими при освобождении села. Село было освобождено к исходу 18 декабря 1941 года войсками 185-й стрелковой дивизии 30-й армии Западного фронта.
Послевоенное восстановление разрушенного хозяйства шло тяжело, на пределе сил и возможностей. Однако укрупнённый колхоз, объединивший пять окрестных деревень, стал развиваться очень динамично — во многом благодаря тому, что его возглавил хозяйственник В. И. Орлов. Его бескорыстные старания были на виду, и поэтому его слово было законом. Он работал на совесть, и все хозяйства района следовали его примеру. Надо было развивать льноводство − почва была подходящей − подняли традиционную отрасль, построили льнозавод. Чтобы перегонять тяжёлую технику в Заречье, возвели мост через Шошу, заасфальтировали гравийную дорогу до Твери; заработали промкомбинат, швейная мастерская «Тверские узоры», славящаяся своей продукцией, открыли Дом быта, общественную столовую на берегу реки. Так колхоз им. С. М. Кирова стал лидером среди областных хозяйств-миллионеров, а его председатель Василий Иванович Орлов — Героем Социалистического Труда. Однако в течение 1980-х годов часть этих достижений пришла в упадок.

### XXI век
В 2005 году сельскохозяйственный производственный кооператив «Колхоз ордена Ленина им. С. М. Кирова» получил приз «Золотая опора» в виде статуэтки, изображающей опору электропередачи и диплом «Лучший потребитель 2005 года», как один из лучших потребителей электрической энергии за 2005 год среди промышленных, муниципальных предприятий и бизнес-структур. По состоянию на 2009 год хозяйство осуществляет сельскохозяйственную деятельность смешанного типа (растениеводство в сочетании с животноводством). За 2016 год убыток компании составил 11,868 млн рублей.

## Известные уроженцы
- Сергей Александрович Ловля (1914—2006) — ученый, геофизик-сейсморазведчик, доктор технических наук (1992), профессор (1991), лауреат Государственной премии СССР в области науки и техники (1978) за разработку и внедрение безопасной для ихтиофауны аппаратуры и методов ведения сейсмической разведки на акваториях, ветеран Великой Отечественной войны[27].

## Население
Список фамилий жителей с. Тургиново из метрических книг Покровской церкви конца XIX начала XX века.
Абрамов, Агримов, Алисов, Арефьев, Васильев, Беляков, Бернов, Веденевин, Глазков, Губанов, Гусаков, Ершов, Жабриков, Журавлев, Збренев, Зубков, Кокорев, Комаров, Комачкин, Корчагин, Красильников, Кузнецов, Курочкин, Левшин, Леонов, Миронов, Монин, Немов, Осипов, Осокин, Павлов, Пименов, Раевский, Решкин, Рогожин, Ролин, Рябов, Савостьянов, Селянин, Семенов, Сенькин, Сковородников, Сковородинков, Соловьев, Титов, Тулупчиков, Федоров. Уклейников, Шеланов, Шилин, Ширшенков, Шмаренков, Шмачков, Штыков, Шульгин.
| 1859 | 1886 | 1939 | 1959 | 1997 | 2002 | 2008 |
| ---- | ---- | ---- | ---- | ---- | ---- | ---- |
| 392  | ↗529 | ↗911 | ↗950 | ↘864 | ↗872 | ↘693 |
| 2010 |      |      |      |      |      |      |
| ↘590 |      |      |      |      |      |      |

## Достопримечательности

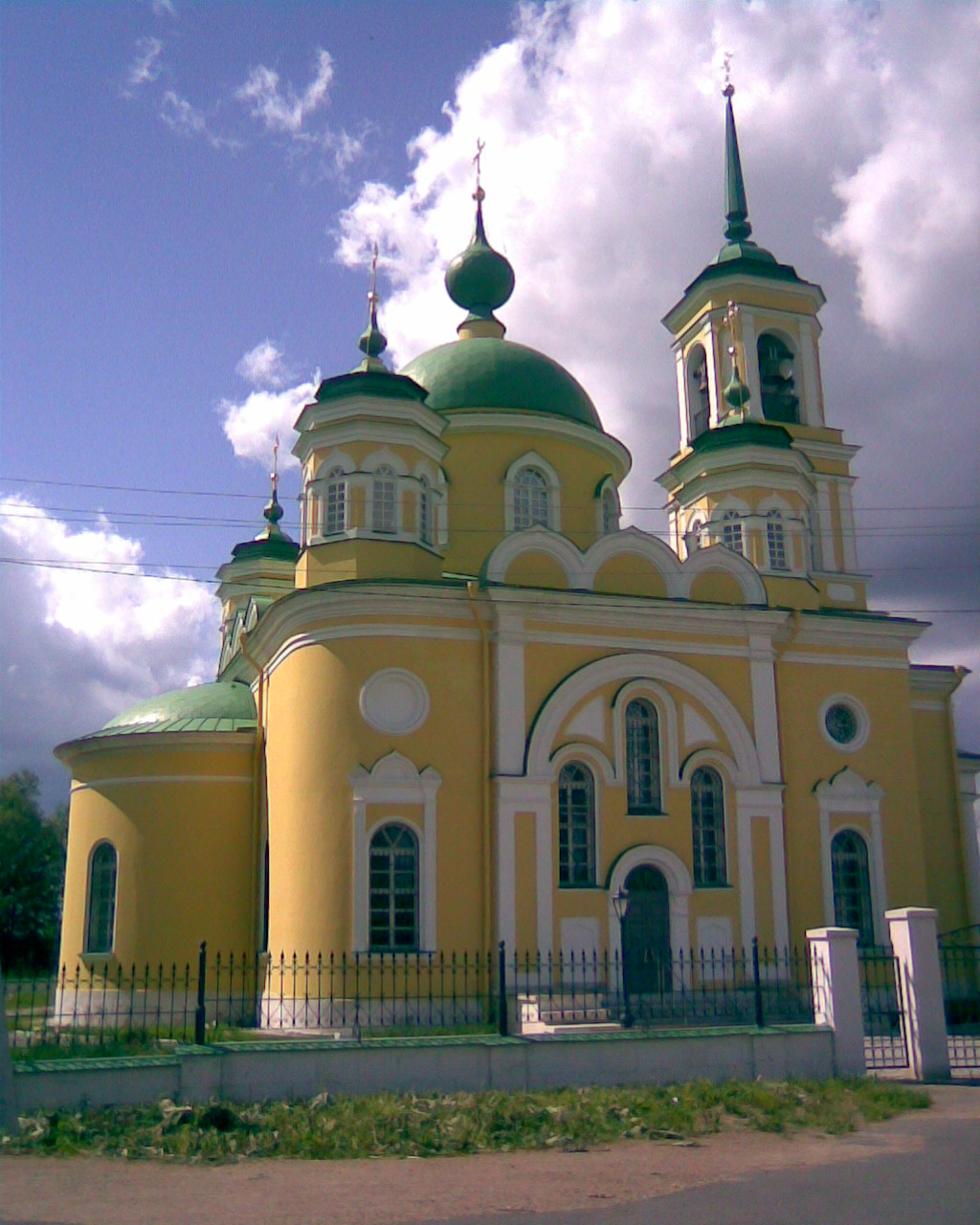
Храм Покрова Богородицы

Храм Покрова Богородицы был построен в Тургинове в начале XIX века. Исторические источники впервые упоминают о деревянной Никитской церкви в селе Тургиново в первой половине XVII века. Первая каменная церковь в Тургинове появилась не позднее середины XVIII века. В 1835 году на средства помещика Ивана Николаевича Неплюева была построена новая каменная церковь Покрова Богородицы. В 1876—1887 гг. по проекту архитектора В. И. Кузьмина храм был расширен двумя приделами (Троицы и Страстной иконы Божией Матери), также были надстроены два яруса колокольни. Здесь в 1911 году крестили будущих родителей российского президента Владимира Путина.
В 1935 году храм был закрыт и перестроен в клуб. Были снесены купола и верхняя часть колокольни, часть проемов заложена, внутреннее пространство разделено на два этажа. Несмотря на перестройки, в церкви сохранились фрагменты академической масляной живописи второй половины XIX века, в том числе композиции «Несение креста» и «Дочь фараона находит младенца Моисея», исполненные по образцу гравюр Юлиуса Шнорра фон Карольсфельда. Сохранились также изображения евангелистов и расположенная в верхней части западной стены северного придела роспись «Суд царя Соломона». Активное участие в этом процессе принимал последний церковный староста Петр Петрович Коновалов, который стремился сохранить от храма все, что было возможно. Росписи были закрашены простым мелом, проемы закладывались таким образом, чтобы их можно было без труда разобрать.
Ходатайство об открытии церкви было отклонено решением Облисполкома от 19 сентября 1945 года. Повторно открыта в середине октября 2007 года. В возрожденную церковь начали возвращаться старые иконы, сохранившиеся до наших дней в кладовых и на чердаках местных жителей. Первую из них передал настоятелю храма Игорь Коновалов, внук Петра Петровича Коновалова. Петр Петрович наказывал возвратить икону в возрожденную Покровскую церковь своему сыну, но исполнить его волю смог только внук.
6 января 2011 года Владимир Путин посетил рождественскую службу в церкви, после которой подарил храму икону Покрова Богородицы начала XIX века.
Рядом с храмом находится мемориал посвященный погибшим в годы Великой Отечественной войны. Туда же перенесен памятник В. И. Ленину, ранее стоявший перед зданием клуба.
На территории старого кладбища находится могила Елизаветы Алексеевны Шеломовой — бабушки В. В. Путина.

## Современное состояние

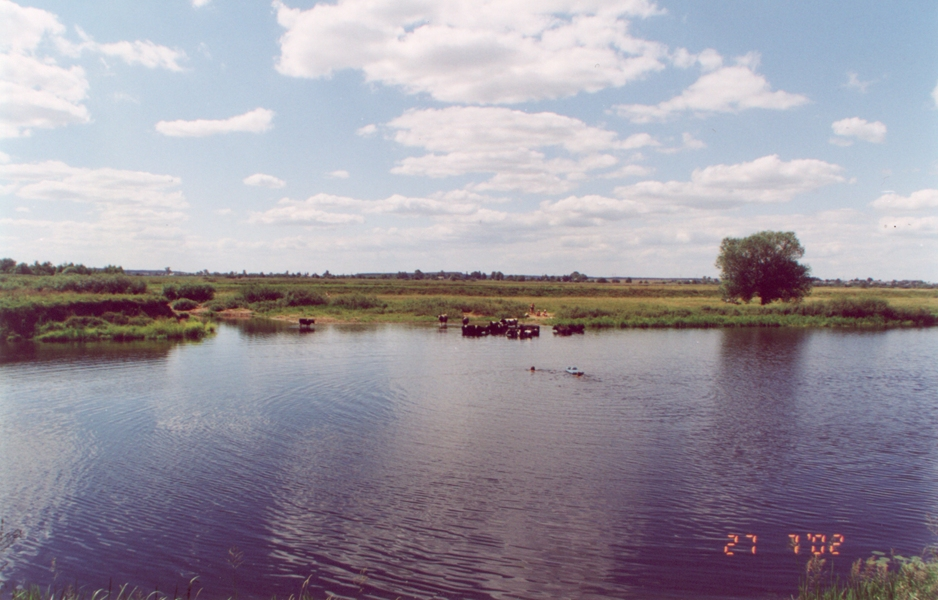
Вид из села Тургиново на противоположный берег реки Шоша

По состоянию на 2009 год, в селе существуют следующие объекты инфраструктуры:
- Пожарная часть № 58 (пл. Торговая д.10)
- Тургиновская средняя общеобразовательная школа (ул. Кирова д.22)
- Тургиновский детский сад
- Тургиновская участковая поликлиника (ул. Больничная д.19а)
- Аптечный пункт № 25 ЗАО «Тверская оптика» (ул. Коммунальная д.1)
- Магазины продуктовых, хозяйственных и стройтельных товаров
- Культурно-Досуговый Центр «Тургиновский» (пл. Торговая д.11)

## Транспорт
Добраться до села можно с автобусного вокзала Твери. Автобусы направлений Тургиново и Большие горки - маршруты 133 и 132 соответственно.